# Женщина с кинжалом (фильм)
«Женщина с кинжалом» (Обнажённая) (1916) — русский немой художественный фильм Якова Протазанова, сюжет заимствован из пьесы Л. Андреева «Екатерина Ивановна». Фильм вышел на экраны 31 мая 1916 года. Фильм не сохранился.

## Сюжет
Бессердечный художник влюбил в себя девушку, чтобы заставить позировать обнажённой. Скромная и чистая женщина превращается в убийцу своего соблазнителя.

## Критика
Критики утверждали, что 2 первые части фильма «представляют собой пустое место» и «дают мало простора для искусства Гзовской». Далее В. Туркин («Пегас», 1916, № 6-7, стр. 81-83) пишет: «Детски-наивна эта манера кино-сочинителей обязательно рассказать всё ab ovo: как, где и по какому поводу оказались знакомы <…> действующие лица. <…> Это совершенно безразлично для данной фабулы».
Рецензент журнала «Проектор» написал в рецензии на этот фильм: «Гзовская умеет не только играть перед объективом аппарата, она умудряется жить в тесном пространстве экрана, и бледный образ, созданный, увы, далеко не гениальным воображением кинописателя, умеет наполнить живым содержанием жизни. <…> От наивной, шаловливой девушки — до зрелой женщины, познавшей любовь и страсть, и ревность, и страдания, — сколько изумительных превращений, сколько тонких переходов, нежных нюансов, художественных деталей!»
В. Вишневский охарактеризовал фильм как «психологическую драму с шаблонным сюжетом», которая «интересна актёрской игрой О.В. Гзовской» и назвал «одной из первых удачных её картин». По мнению С. Гинзбурга, фильм «отмечен печатью его [Протазанова] творческой индивидуальности».